# ايكو للتنمية
إيكو مؤسسة غير حكومية وغير ربحية، مُرَخَّصَة بترخيص رقم (6/م/16) للعام 2016م تهتم بتنمية الأطفال والشباب من الجنسين في الجمهورية اليمنية على المستويات الاقتصادية والتنموية والثقافية والاجتماعية مع التركيز على الجانب الاقتصادي.

## الرؤية
تهدف إيكو للتنمية إلى بناء مجتمع يمني يتمكن فيه الأطفال والشباب من معرفة إمكانياتهم في ظل مجتمع يحترم حقوق وكرامة الإنسان.

## الرسالة
تحقيق تنمية مستدامة في حياة الأطفال والشباب من خلال المساهمة في العملية التنموية مما يضيف قيمة لحياة الأطفال والشباب في اليمن.

## الأهداف
1. التوعية بحقوق الأطفال والشباب ومساهمتهم التنمية الاقتصادية والاجتماعية.
2. بناء القدرات للأطفال والشباب من الجنسين في مجالات الاقتصاد.
3. بناء القدرات المحلية للمجتمع لتحقيق التنمية المستدامة.
4. معالجة المشاكل التنموية التي تواجه المجتمع وإيجاد ضمانات تحقيقها بالتنسيق مع الجهات الحكومية والقطاع الخاص والمنظمات المحلية والدولية.
5. التدريب والتأهيل وتقديم الاستشارات في المجالات التنموية والاقتصادية والاجتماعية.
6. تمكين المجتمع وتعزيز مشاركته الفعالة في عملية التنمية.
7. إقامة مشاريع تنموية ومشاريع فرص عمل للفئات المهشمة والفقيرة وخريجي الجامعات.
8. تنمية ونشر الفكر التنموي الاقتصادي.

القيم:
1. الشفافية والمصداقية.
2. احترام حقوق الإنسان وخصوصاً الطفل والشباب.
3. الحياد.

المنهج:
تمكين الأطفال والشباب من المخاطبة والعمل على القضايا الخاصة بهم كالحماية والتهميش وعدم المساواة والإقصاء وذلك من خلال بناء شراكات والتشبيك مع المؤسسات الحكومية وغير الحكومية والدولية والعمل على تطوير خطط برامجية خلاقة وشمولية يستفيد منها الأطفال والشباب في اليمن.
الخطة:
تهدف خطتنا الاستراتيجية إلى دعم الأطفال والشباب في الجانب الاقتصادي والتنموي في  اليمن وقد تم صياغة الاستراتيجية بعد ورش  عمل لصياغة هذه الاستراتيجية التي تمتد من 2016م - 2020م وعلى رأسها التالي:
1. خلق قيادات اقتصادية مستقبلية والتوعية بحاجة الأطفال واليافعين إلى الشمول المالي وتعميم مالية الأطفال واليافعين.
2. تفعيل اتفاقية حقوق الطفل بما يتلائم مع منظومةَ اقتصادية إيجابية للأطفال واليافعين   تحميهم من الاستغلال الاقتصادي.
3. بناء قدرات الأطفال واليافعين في مجال المشاريع الصغرى والأصغر وخصوصاً في مجال اقتصاديات المعرفة.